# Борщівці
Борщі́вці — село в Україні, у Вендичанській селищній громаді Могилів-Подільського району Вінницької області. Населення становить 1022 особи.

## Історія
7 (20) листопада 1917 року, відповідно до Третього Універсалу Української Центральної Ради, увійшло до складу Української Народної Республіки.
12 червня 2020 року, відповідно до Розпорядження Кабінету Міністрів України від № 707-р «Про визначення адміністративних центрів та затвердження територій територіальних громад Вінницької області», увійшло до складу Вендичанської селищної громади.
19 липня 2020 року, в результаті адміністративно-територіальної реформи та ліквідації Могилів-Подільського району (1923 — 2020), село увійшло до складу новоутвореного Могилів-Подільського району.

## Географія
У селі річка Вендичанка впадає у Немию, ліву притоку Дністра.  

## Населення

### Мова
Розподіл населення за рідною мовою за даними перепису 2001 року:
| Мова       | Кількість | Відсоток |
| ---------- | --------- | -------- |
| українська | 1020      | 99.8%    |
| російська  | 2         | 0.2%     |
| Усього     | 1022      | 100%     |

## Відомі люди
У селі народився український етнограф і фольклорист Андрій Іванович Димінський (1829—1905).